# Òmicron d'Aquari
Òmicron d'Aquari (ο Aquarii) és una estrella de la constel·lació d'Aquarius. És coneguda amb el nom tradicional de Kae Uh, derivat del mandarí 蓋屋 gaìwū, que significa «el terrat».
Òmicron d'Aquari és una subgegant blanca-blava del tipus B de la magnitud aparent mitjana +4,71. Està aproximadament a 381 anys llum des de la Terra. Està classificada com a estrella variable del tipus gamma Cassiopeiae i el seu esclat varia de la magnitud +4,68 a +4,89.